# Vapi
Vapi (Gujarati: વાપી, Hindi: वापी) ist eine ca. 165.000 Einwohner zählende Industriestadt im Südosten des indischen Bundesstaats Gujarat.

## Lage
Vapi liegt zwischen den ehemals portugiesischen Besitzungen Daman und Dadra, die heute zum Unionsterritorium Dadra und Nagar Haveli und Daman und Diu gehören. Die Stadt befindet sich ca. 176 km (Fahrtstrecke) nördlich von Mumbai bzw. ca. 100 km südlich von Surat in einer Höhe von ca. 27 m ü. d. M. Das Klima in Vapi ist heiß und schwül; Regen fällt eigentlich nur in den Monsunmonaten von Mitte Juni bis Anfang Oktober.

## Bevölkerung
Etwa 77,5 % der Einwohner sind Hindus, ca. 18,5 % sind Moslems und ca. 3 % gehören der Jain-Religion an; der Rest entfällt auf andere Religionen (Sikhs, Buddhisten und Christen). Der männliche Bevölkerungsanteil übersteigt den weiblichen um ca. 25.000, was hauptsächlich an der Zuwanderung von männlichen Arbeitskräften aus den Dörfern der Umgebung liegt; aber auch die Praxis der gezielten Abtreibung weiblicher Föten spielt eine nicht unwesentliche Rolle. Man spricht Gujarati und Hindi.

## Wirtschaft
Die Bewohner der Stadt lebten überwiegend von Handwerk, Kleinhandel und Dienstleistungen aller Art. In den letzten Jahrzehnten sind jedoch zahlreiche mittelständische Industriebetriebe entstanden; sie werden begleitet von ebenso zahlreichen Ausbildungseinrichtungen.

## Geschichte
Vapi war bis zur Mitte des 20. Jahrhunderts nur eine Kleinstadt. 1967 siedelten sich die ersten Unternehmen in einem neuen Industriepark an; ein enormer Zustrom von Arbeitskräften begann. Dort gibt es große Produktionsbetriebe der chemischen Industrie, z. B. von Bayer India, Sunayana Chemicals und Suvidhi Industries.

## Sehenswürdigkeiten
Vapi hat keinerlei historisch oder kulturell bedeutsame Sehenswürdigkeiten. Lediglich die nahegelegene Stadt Daman und deren Strände bieten ein wenig Abwechslung an den Wochenenden.